# فطريات مخاطية
فطريات مخاطية أو ميسيتوزوا (الاسم العلمي: Mycetozoa) هي شعبة فرعية ‏، في مملكة طلائعيات.

## معرض صور

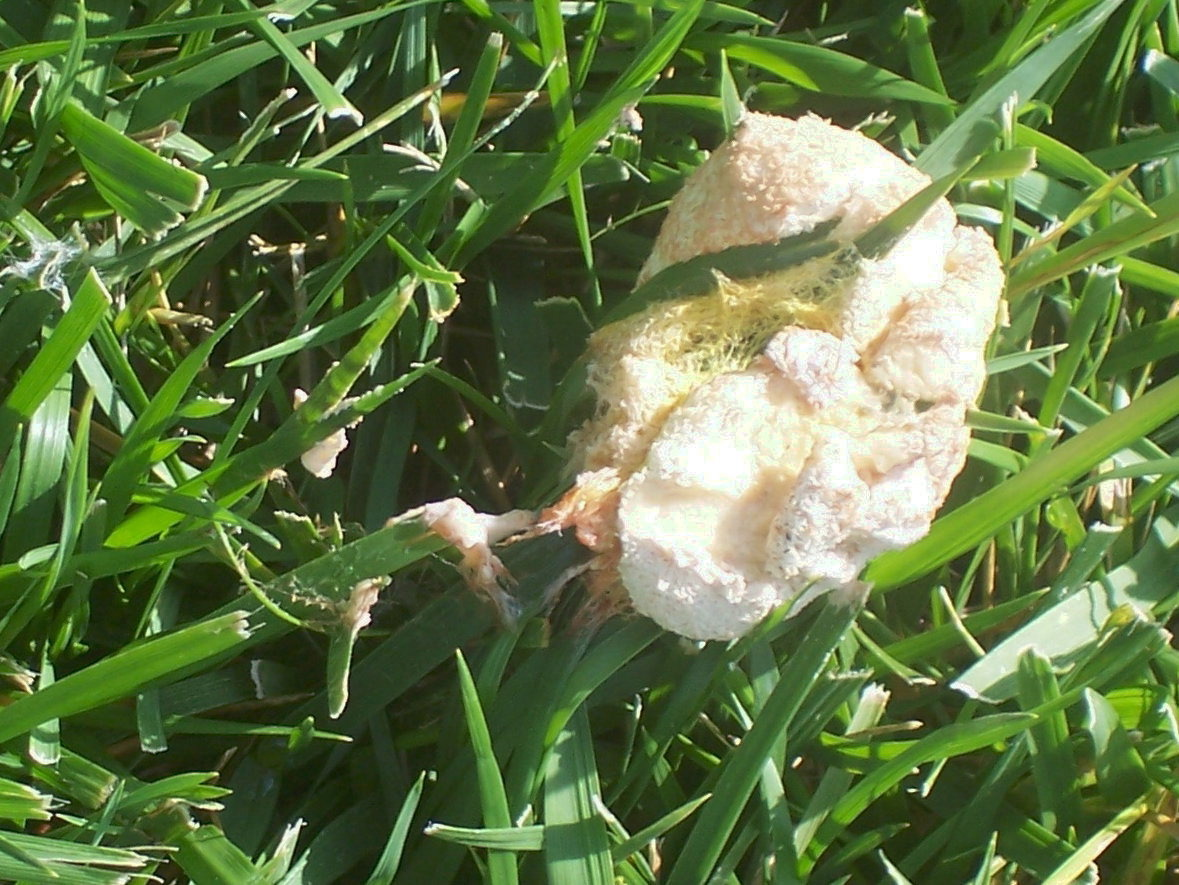
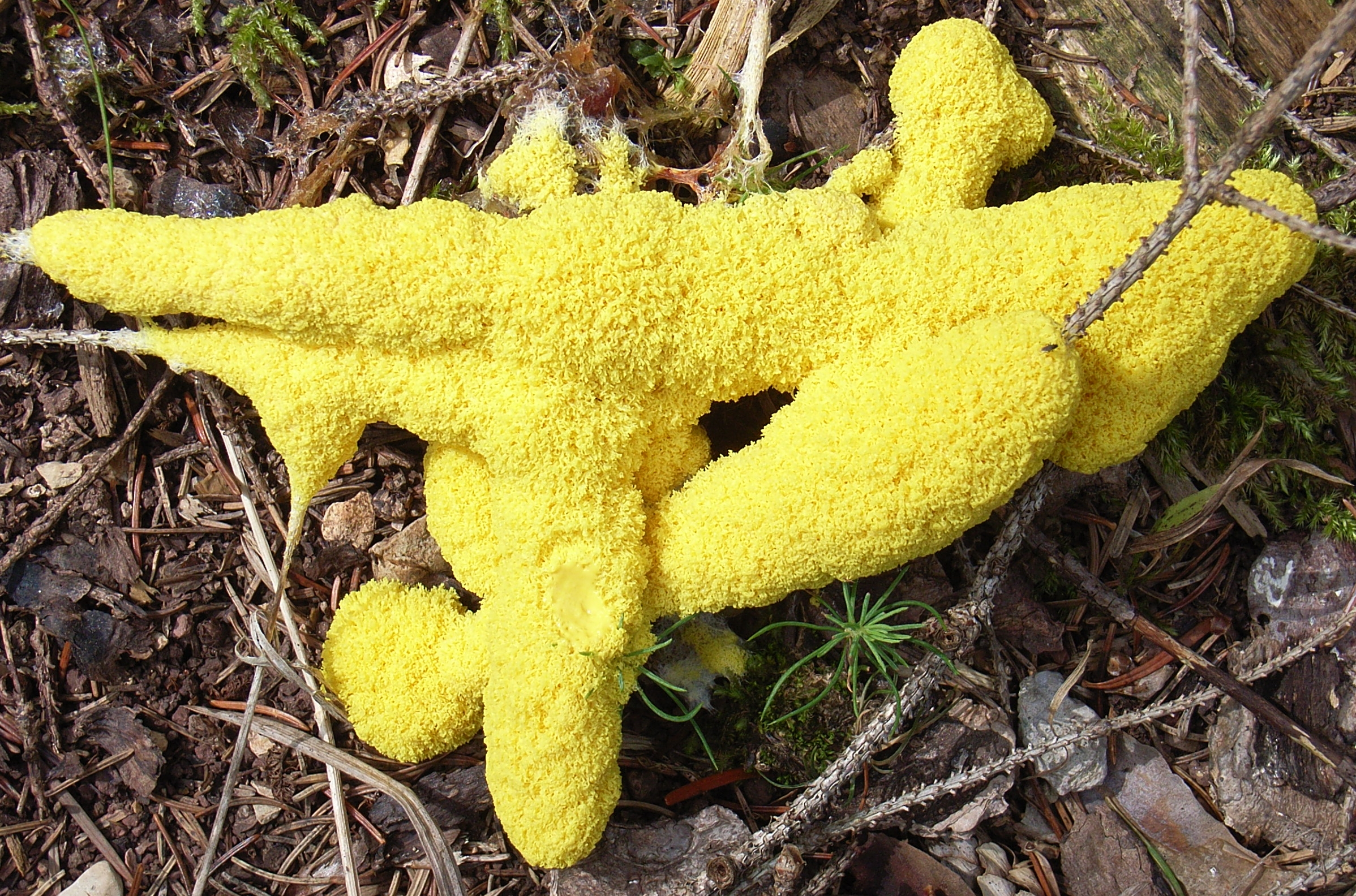
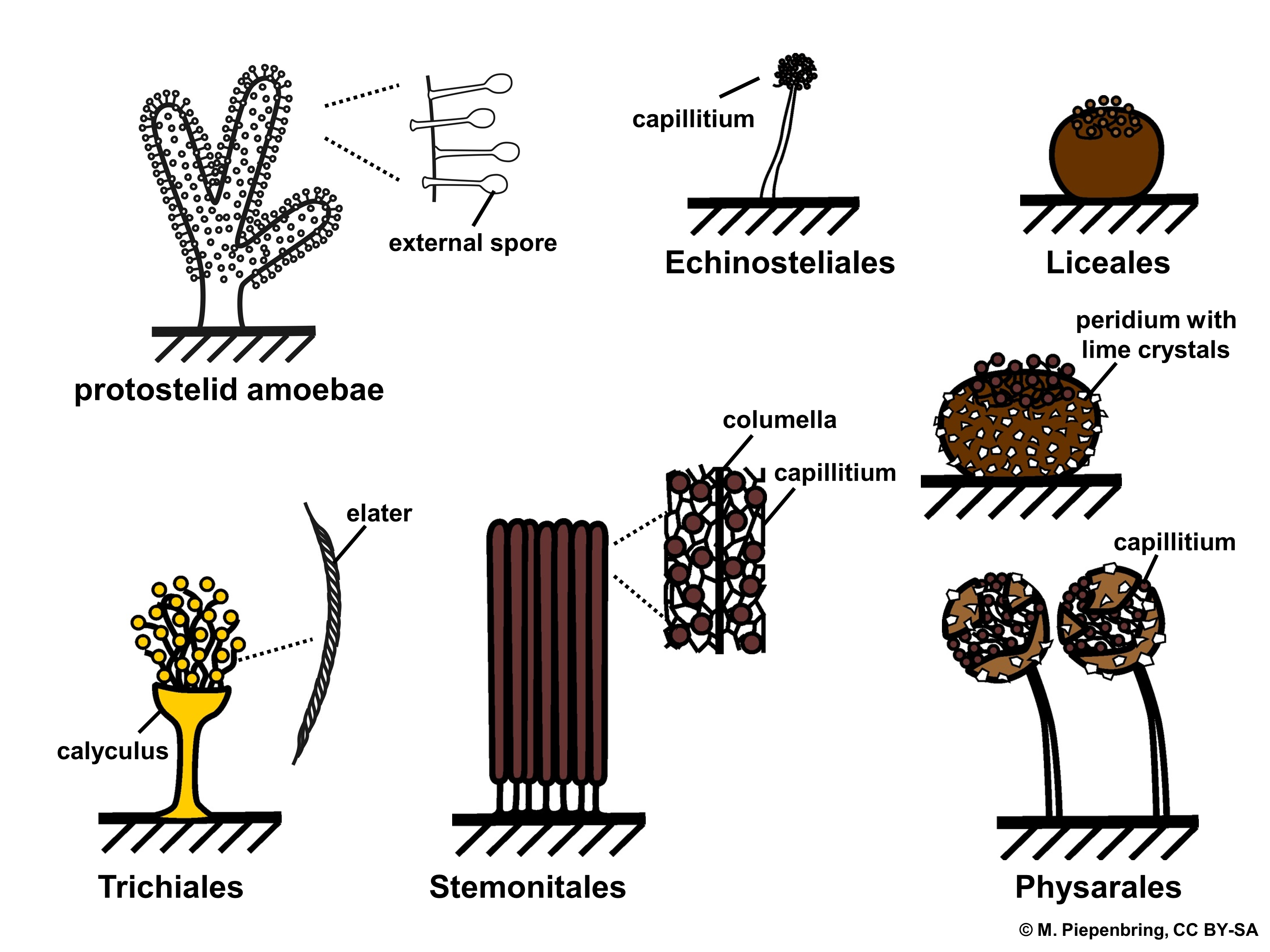
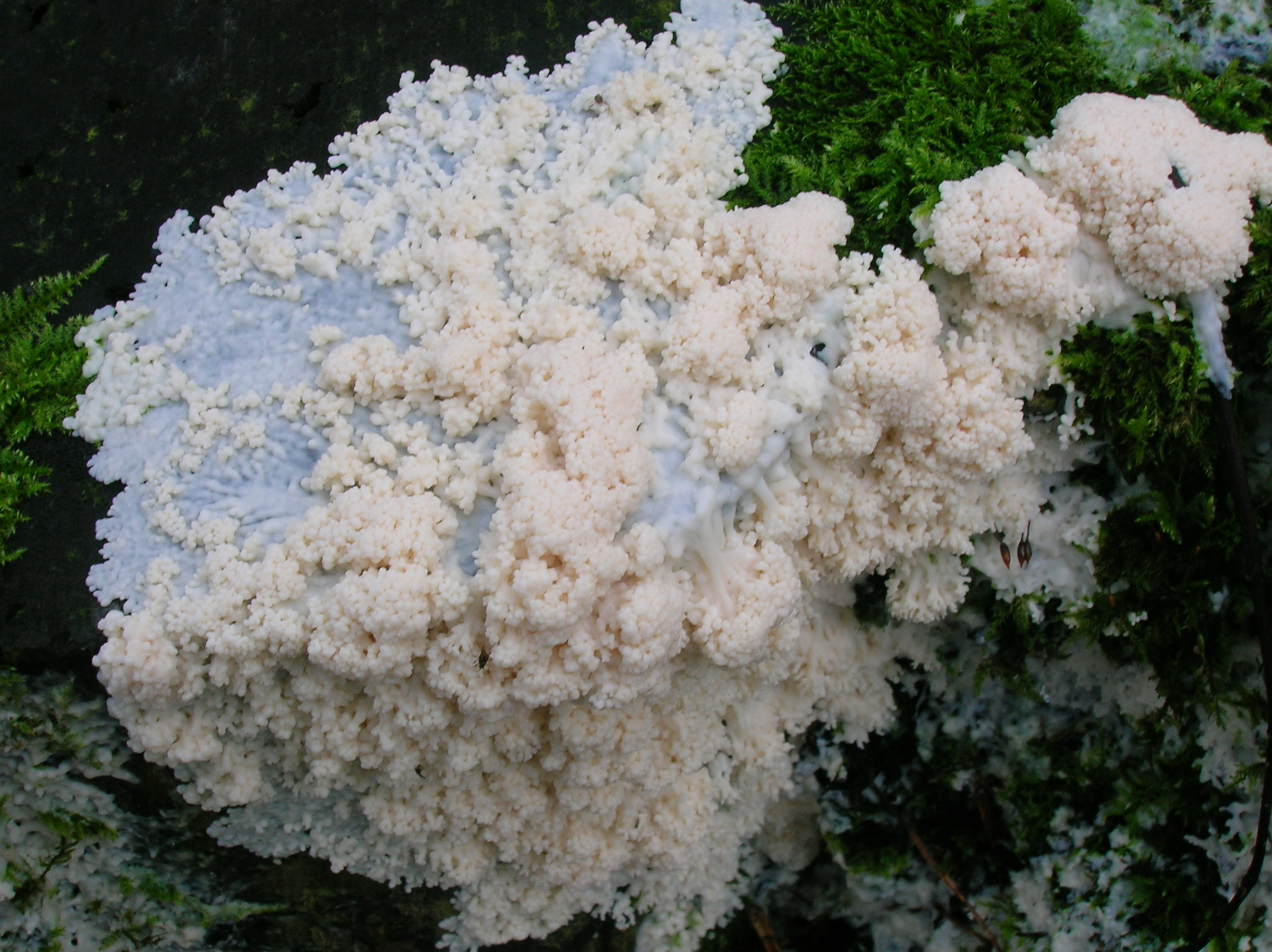

## أصنوفات
الأصنوفات الأدنى لهذا الكائن:
- كود سباركل
- تحديث القائمة

طائفة:مخاطيات البطن 
اسم علمي: Myxogastria

عمارة:Dictyostelea 
اسم علمي: Dictyostelea

فصيلة:Echinosteliopsidae 
اسم علمي: Echinosteliopsidae

عمارة:Eumyxa 
اسم علمي: Eumyxa

جنس:Halterophora 
اسم علمي: Halterophora

طائفة:Myxogastrea 
اسم علمي: Myxogastrea

طائفة:Stelamoebea 
اسم علمي: Stelamoebea